# Серкин, Владимир Павлович
Влади́мир Па́влович Се́ркин (род. 6 октября 1955 года, Якутск) — профессор НИУ ВШЭ, доктор психологических наук, писатель. Автор монографий, учебников по психосемантике и более 160 научных и научно-методических работ. Бестселлеры Владимира Серкина «Хохот Шамана», «Свобода Шамана» и «Звезды Шамана» переведены на многие европейские языки.

## Биография
Владимир Павлович Серкин родился 6 октября 1955 года в Якутске.

Доктор психологических наук.
Основные места работы:
- профессор на кафедре психологии Северо-Восточного государственного университета (Магадан)
- профессор НИУ ВШЭ (Москва)

По годам
- 1984 — окончил Московский государственный университет им. М. В. Ломоносова:
  - специальность: «Психология».
- 1988 — Кандидат психологических наук: Московский государственный университет им. М. В. Ломоносова:
  - Тема диссертации: «Функциональный генез значения в практической деятельности»[5].
- 1992 — Ученое звание: Доцент
- 2005 — Доктор психологических наук: Московский государственный университет им. М. В. Ломоносова:
  - Тема диссертации: «Структура и функции образа мира в практической деятельности»[6].
- 2006 — Ученое звание: Профессор.
- 2011 — профессор факультета социальных наук Департамента психологии в НИУ ВШЭ.

В 2007 году баллотировался в депутаты Госдумы от партии «Союз правых сил».

## Научные интересы
- Сознание
- Образ мира и образ жизни
- Профессиональная специфика образа мира и образа жизни
- Неврозы отложенной жизни
- «Проектирование и оптимизация работы социотехнических систем (СТС) и СЧМ[что?], деятельность человека с СТС и СЧМ»[8]

## Публикации
Автор трёх учебников (рекомендованы Советом по психологии учебно-методического объединения университетов РФ):
- «Методы психосемантики». М.: Аспект-Пресс, 2004. 213 с;
- «Методы психологии субъективной семантики и психосемантики». М.: Пчела, 2008. 364 с).

Также, им написано две монографии и более 160 научных и научно-методических работ.
- «Современная психология. Теория и методология. Т.1»[9]

Автор серии литературных произведений («Хохот Шамана», «Свобода Шамана», «Звезды Шамана» и др., выдержавшей более пятидесяти переизданий в России, переизданной в Германии на немецком языке (с 2009 г.). Также некоторые книги переведены на литовский и болгарский языки.

### Цитаты
Владимира Серкина окрестили «русским Кастанедой», потому что его книги по аналогии с трудами Кастанеды состоят из диалогов с человеком, живущим в другом измерении.

## Награды
- март 2006 — Почётный работник высшего профессионального образования Российской Федерации (Министерство образования Российской Федерации).